# Nyctomys sumichrasti
El ratón de monte o rata vespertina (Panamá) (Nyctomys sumichrasti) es una especie de mamífero roedor de la familia Cricetidae. Se distribuye desde el sur de México hasta Panamá. La longitud de un adulto es de 11-13 cm, con una longitud de la cola de 8-15 cm. Es una de las ratas de colores más brillantes, con una parte posterior de color rosado-marrón y partes inferiores blancas. El primer dedo en cada pie es el pulgar, para ayudar al agarre de ramas. El Ratón de Monte es inusual, ya que es una especie arbórea, y construye nidos de ramas y hojas. Es nocturno y herbívoro, comen plantas tales como higos y aguacates. Es la única especie del género Nyctomys.